# Argol (Finistère)
Argol je francouzská obec v departementu Finistère v Bretani. Název obce pochází z bretonského slova nebezpečí pádu.

## Poloha
Obec se nachází v srdci poloostrova Crozon.

## Památky a muzea
- kostel Saint-Pierre-et-Saint-Paul z roku 1575 se zvonicí z roku 1583
- Maison des Vieux Métiers Vivants
- Musée du Cidre de Bretagne

## Vývoj počtu obyvatel
Počet obyvatel